# Шалиса
Шалиса е нидерландска певица, избрана да представи страната си на детския песенен конкурс „Евровизия 2015“ в България.
Идва от малко селце в северната част на Нидерландия, където живее със своите майка, втори баща и две златни рибки. Развива страст към музиката едва когато е малко момиче и това изиграва голяма роля в живота ѝ оттам насетне. Освен слушане на музика и пеене обича да ходи на концерти и да практикува водни ски. През уикендите често се разхожда с приятели или отива на партита, за да танцува по цели нощи! По-специално, в неделите предпочита да остава вкъщи и да релаксира.
След като взема певчески уроци и такива по пиано, тя решава да се запише в шоуто за таланти „The Voice Kids“, където успешно преминава прослушванията и влиза в битките. Следващото ѝ предизвикателство са прослушванията за „Junior Songfestival“ (нидерландска селекция за „детската Евровизия“) през 2014 година, където достига до финал. През 2015 година се явява отново, с песента „Million Lights“, и печели максималните 12 точки и от жури, и от телевот. Журито хвали Шалиса за проявената ѝ чувствителност по време на изпълнението, което тя всъщност искала да постигне: да докосне всички с музика и текст.
Пожелава си в бъдеще да стане толкова добра, колкото Кейти Пери и Бионсе, но сега е изцяло съсредоточена над появата си на сцената на „Евровизия“. Надява се да сподели успеха на Ралф Макенбах, който печели конкурса през 2009 година.